# Someone to Watch Over Me (film)
Someone to Watch Over Me is een Amerikaanse misdaadfilm uit 1987 onder regie van Ridley Scott.

## Verhaal
De New Yorkse rechercheur Mike Keegan wordt verliefd op Claire Gregory, een mooie, rijke vrouw die met de dood wordt bedreigd en die hij moet beschermen. Door zijn verhouding met Claire riskeert hij zijn baan en zijn huwelijk.

## Rolverdeling
| Acteur            | Personage      |
| ----------------- | -------------- |
| Tom Berenger      | Mike Keegan    |
| Mimi Rogers       | Claire Gregory |
| Lorraine Bracco   | Ellie Keegan   |
| Jerry Orbach      | Lt. Garber     |
| John Rubinstein   | Neil Steinhart |
| Andreas Katsulas  | Joey Venza     |
| Tony DiBenedetto  | T.J.           |
| James E. Moriarty | Koontz         |
| Mark Moses        | Win Hockings   |
| Daniel Hugh Kelly | Scotty         |
| Harley Cross      | Tommy Keegan   |
| Joanne Baron      | Helen Greening |
| Anthony Bishop    | Ober           |
| David Berman      | Agent          |
| Sharon K. Brecke  | Slet           |